# Cyrto-hypnum espinosae
Cyrto-hypnum espinosae là một loài Rêu trong họ Thuidiaceae. Loài này được (Herzog) S.P. Churchill mô tả khoa học đầu tiên năm 1994.